# WebEx

Logo de Webex

WebEx Communications Inc. est une société américaine offrant des services logiciels de visioconférence et de web conférence à la demande. En 2015, elle est détenue par Cisco. Elle commercialise notamment Meeting Center, Training Center, Event Center, Support Center, Sales Center, WebEx WebOffice et WebEx Connect. 
WebEx a été fondée en 1996 par Subrah Iyar et Min Zhu. En 2005, Cisco a déclaré son intention de l'acquérir pour 3,2 milliards USD. Le rachat est effectif début 2007.
Par extension, le terme « webex » désigne la web conférence elle-même. Pour optimiser la quantité de bande passante utilisée, le principe est de ne transférer que les parties modifiées des images écran, et ce avec un protocole propriétaire de compression de données appelé UCF (Universal Communication Format (en)) qui traite les formats de données audio, video, PowerPoint, Quicktime et Adobe Flash.